# Podgorica, Dobrepolje
Podgorica je naselje v Občini Dobrepolje.